# Балканская велаятская библиотека
Балканская велаятская библиотека (туркм. Balkan welaýat kitaphanasy) — областная библиотека Туркменистана, расположенная в городе Балканабад. Открыта в 2014 году. Является самой крупной библиотекой  в Балканском велаяте. 

## История
Библиотека расположена рядом с Центральным парком культуры и отдыха Балканабада. Строительство осуществило туркменское предприятие «Гундогды». Стоимость здания составила 27 млн долларов США. Церемония открытия здания состоялось 7 октября 2014 года при участии президента Туркменистана Гурбангулы Бердымухамедова.
Зимой перед зданием Балканской велаятской библиотеки проводится встреча Нового года .

## Описание
Высота здания составляет 45 метров. Фасад выполнен в виде открытой книги. Библиотека рассчитана на 600 читателей. Здесь расположены пять читальных залов, конференц-зал на 125 мест, компьютерные кабинеты с выходом в интернет. На верхнем этаже установлен телескоп диаметром линзы 0,8 метра.